# Chlum (Nalžovice)
Chlum je vesnice, část obce Nalžovice v okrese Příbram ve Středočeském kraji. Nachází se asi půl kilometru severovýchodně od Nalžovic. Vesnicí protéká Musík. Vesnicí prochází silnice II/119. Je zde evidováno 108 adres. V roce 2011 zde trvale žilo 336 obyvatel.
Chlum leží v katastrálním území Nalžovice o výměře 6,16 km².

## Historie
První písemná zmínka o vesnici pochází z roku 1352.
Za druhé světové války se ves stala součástí vojenského cvičiště Zbraní SS Benešov a její obyvatelé se museli 31. října 1943 vystěhovat.

## Obyvatelstvo
| Rok            | 1869 | 1880 | 1890 | 1900 | 1910 | 1921 | 1930 | 1950 | 1961 | 1970 | 1980 | 1991 | 2001 | 2011 | 2021 |
| -------------- | ---- | ---- | ---- | ---- | ---- | ---- | ---- | ---- | ---- | ---- | ---- | ---- | ---- | ---- | ---- |
| Počet obyvatel | 284  | 281  | 236  | 221  | 258  | 222  | 233  | 184  | 209  | 197  | 248  | 292  | 291  | 336  | 370  |
| Počet domů     | 39   | 41   | 43   | 42   | 45   | 47   | 48   | 52   | 52   | 49   | 58   | 75   | 76   | 105  | 116  |

## Pamětihodnosti
- Kostel svatého Václava se nachází na vyvýšeném návrší a tvoří dominantu v okolí. Schodiště vedoucí do kostela lemují po obou stranách sochy světců. Další sochy světců jsou umístěné po levé a pravé straně ohradní zdi místního hřbitova. Kostel je vedený v Seznamu kulturních památek v okrese Příbram.
- Poblíž kostela se nachází budova fary, která je také vedená v Seznam kulturních památek v okrese Příbram.
- Boží muka u silnice do Kňovic
- Proti kostelu, u budovy školy, se nalézá kamenný pomník padlým v první světové válce.

## Galerie

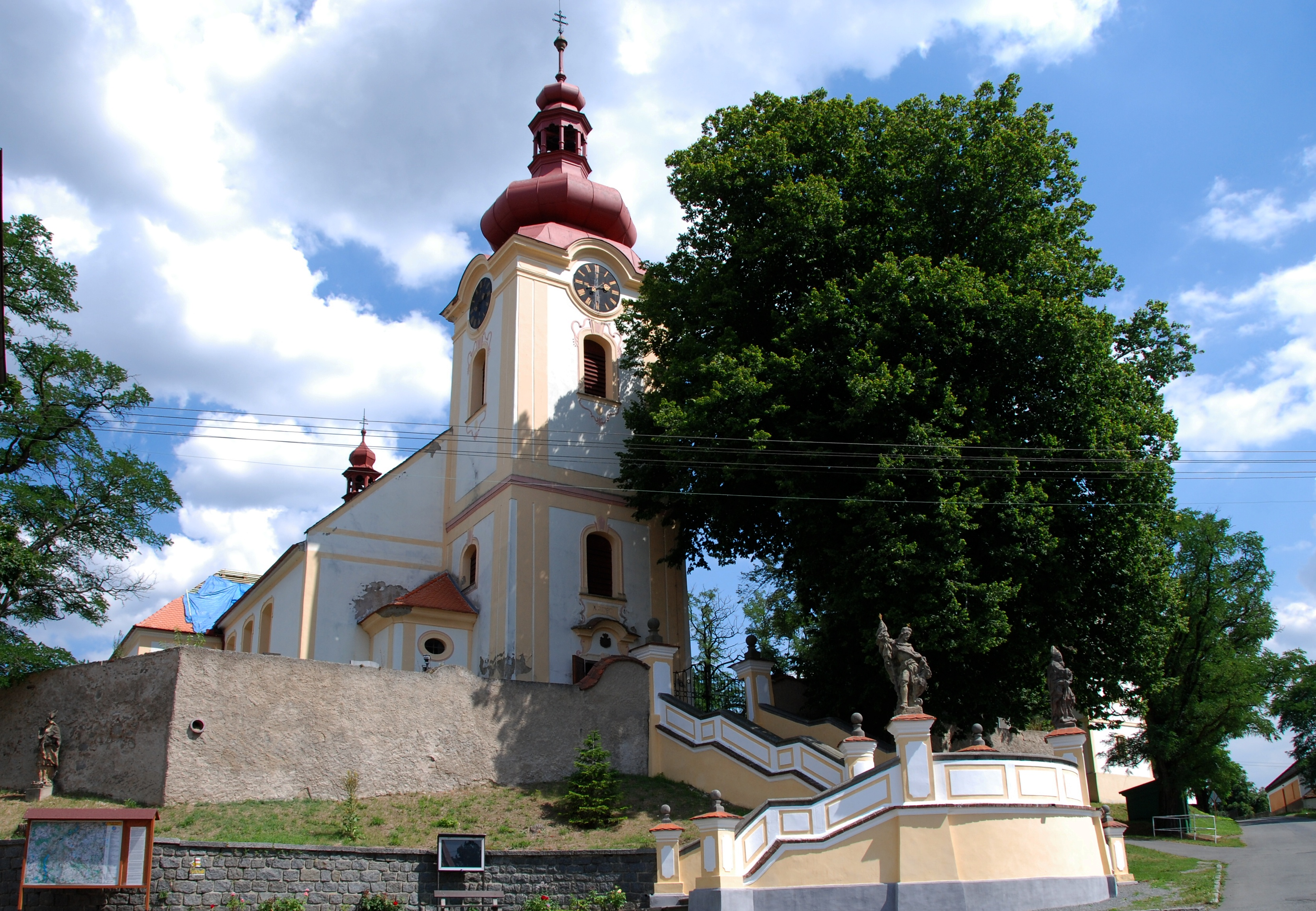
Kostel svatého Václava
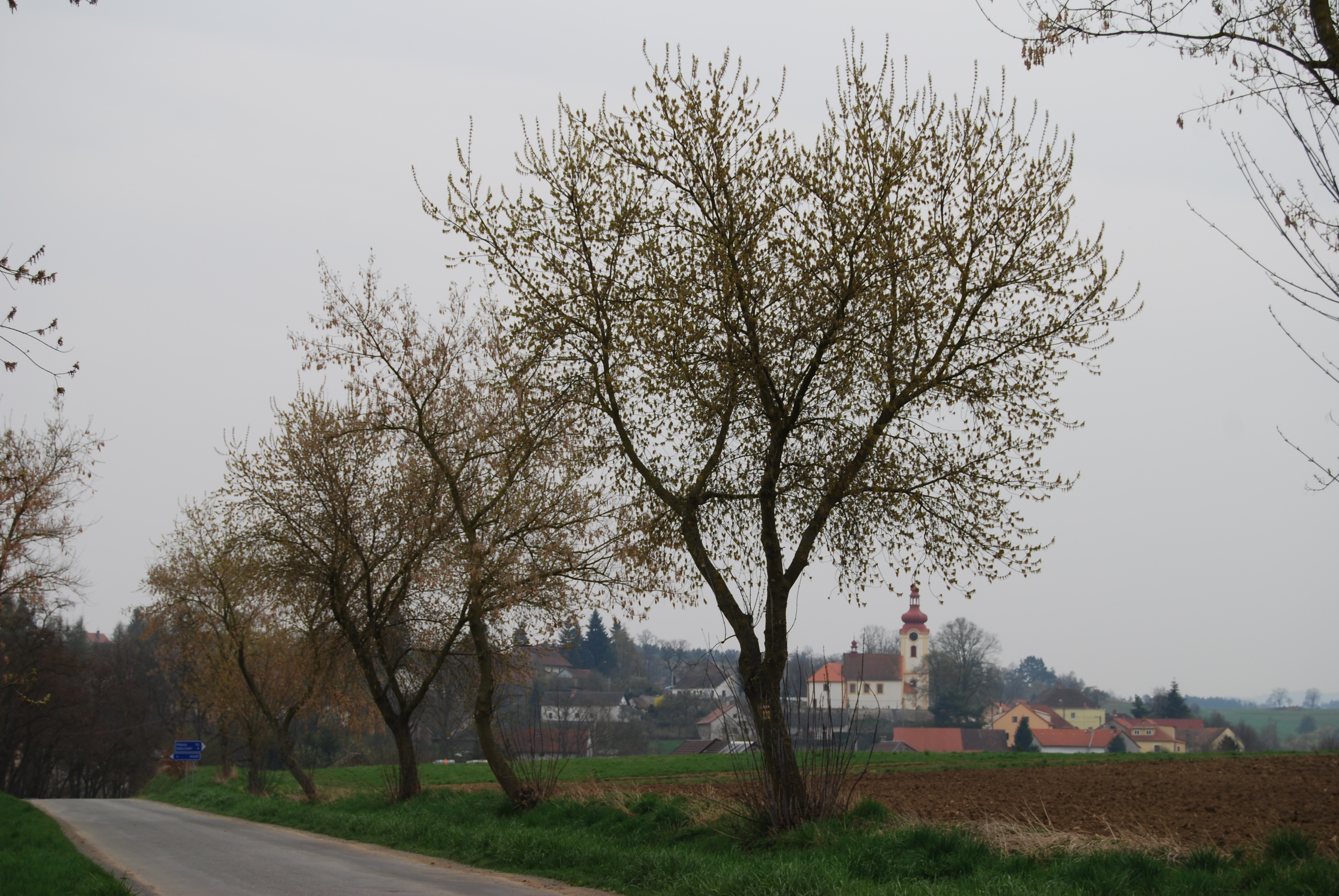
Pohled na část vesnice
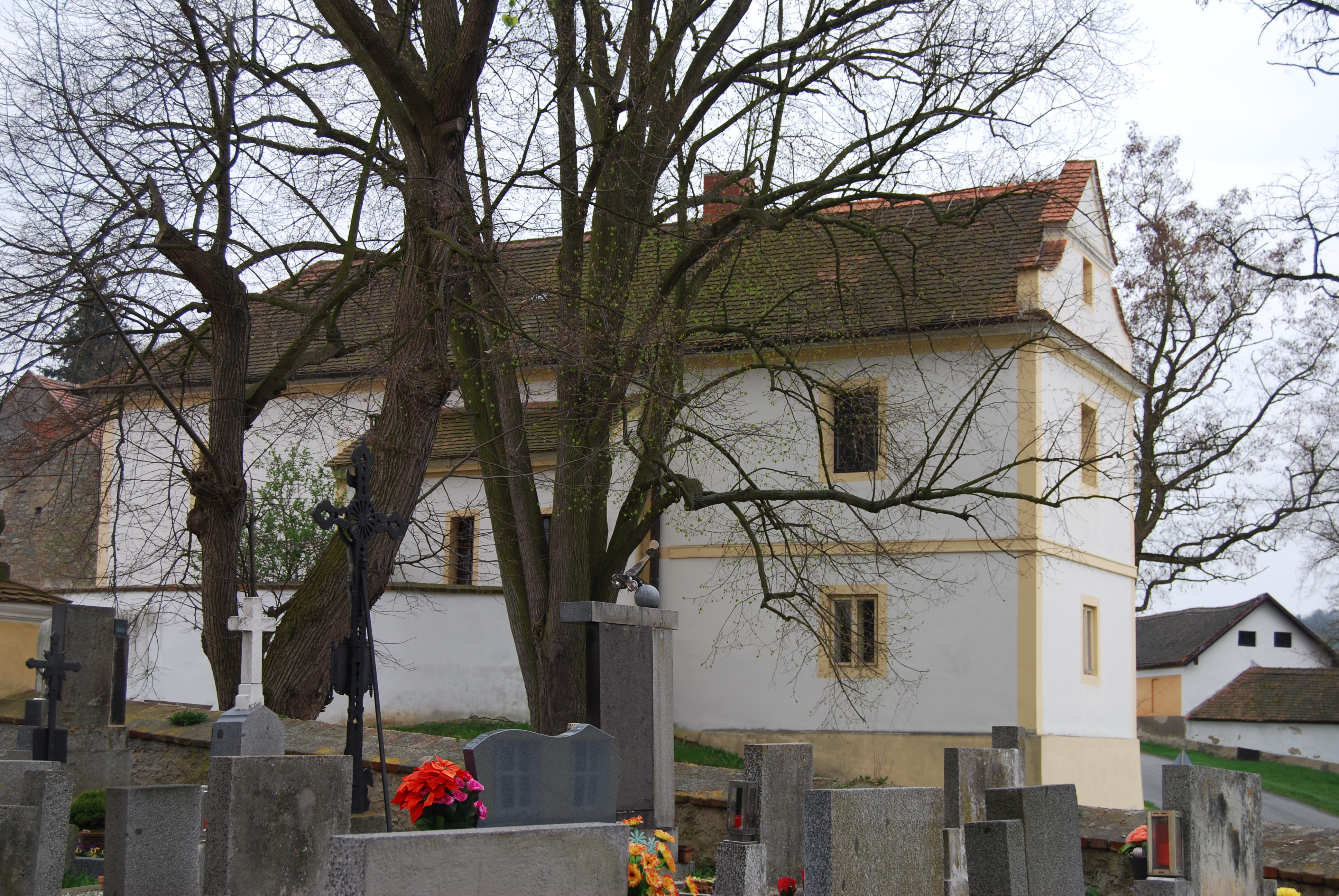
Fara
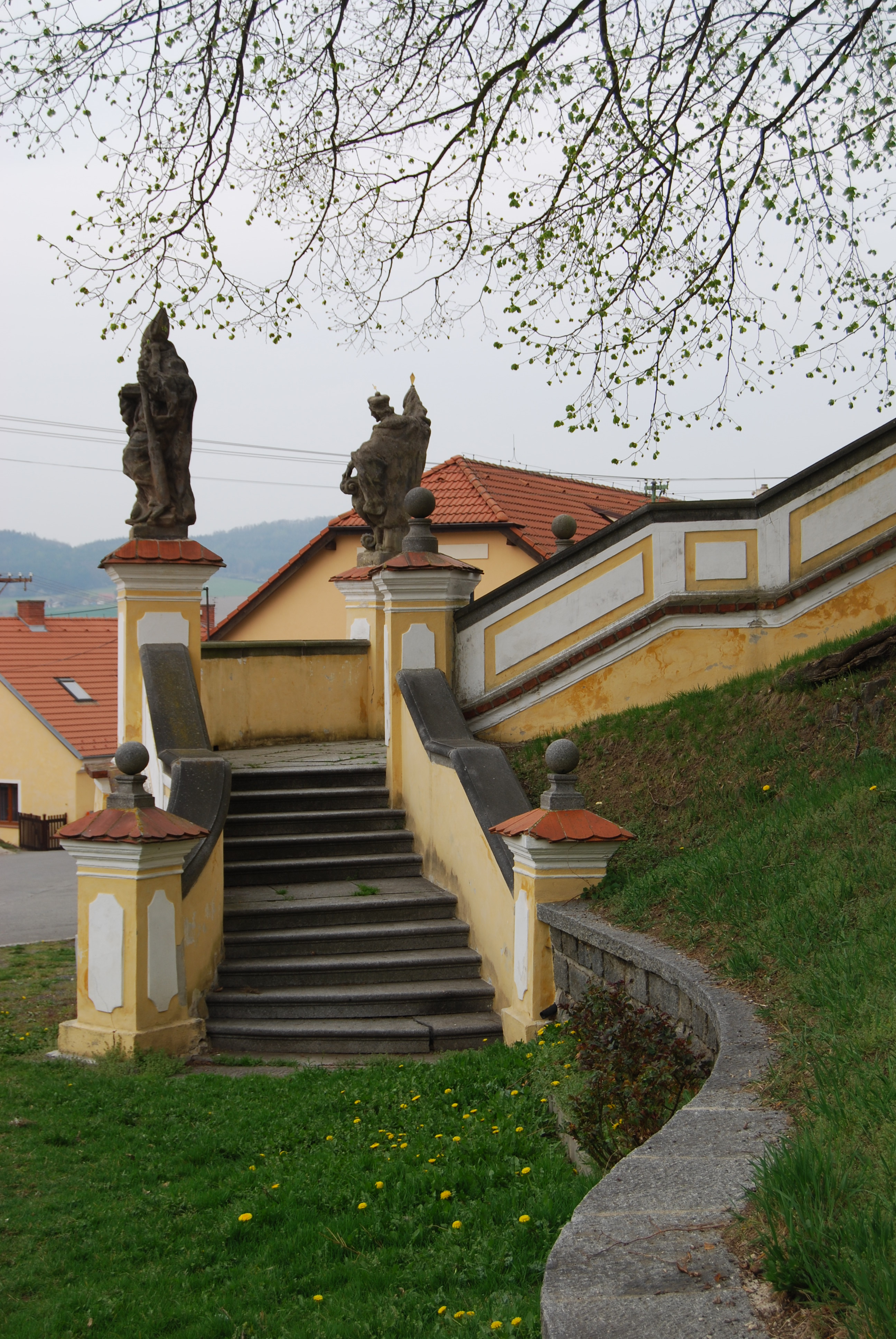
Schodiště ke kostelu
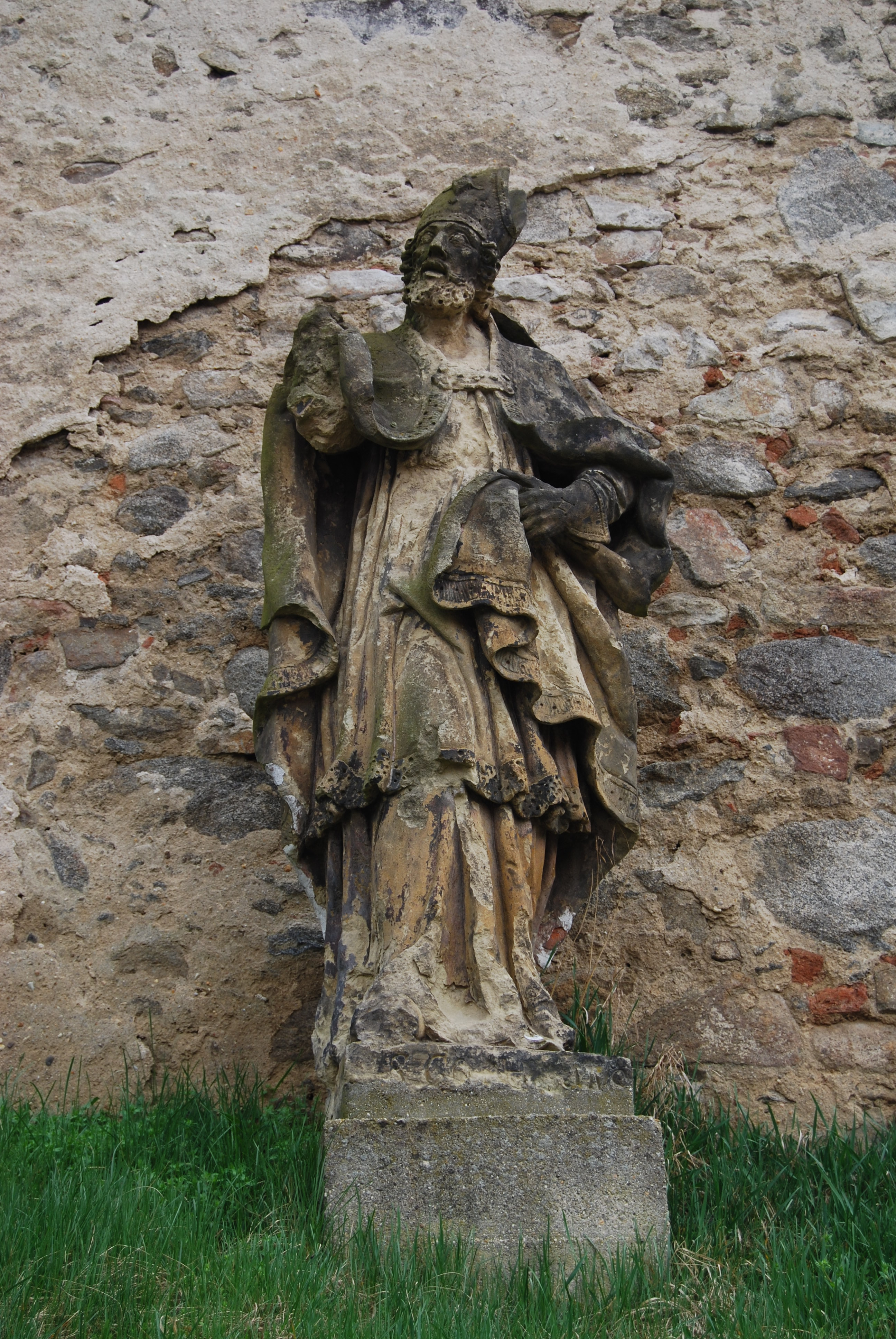
Socha u zdi místního hřbitova
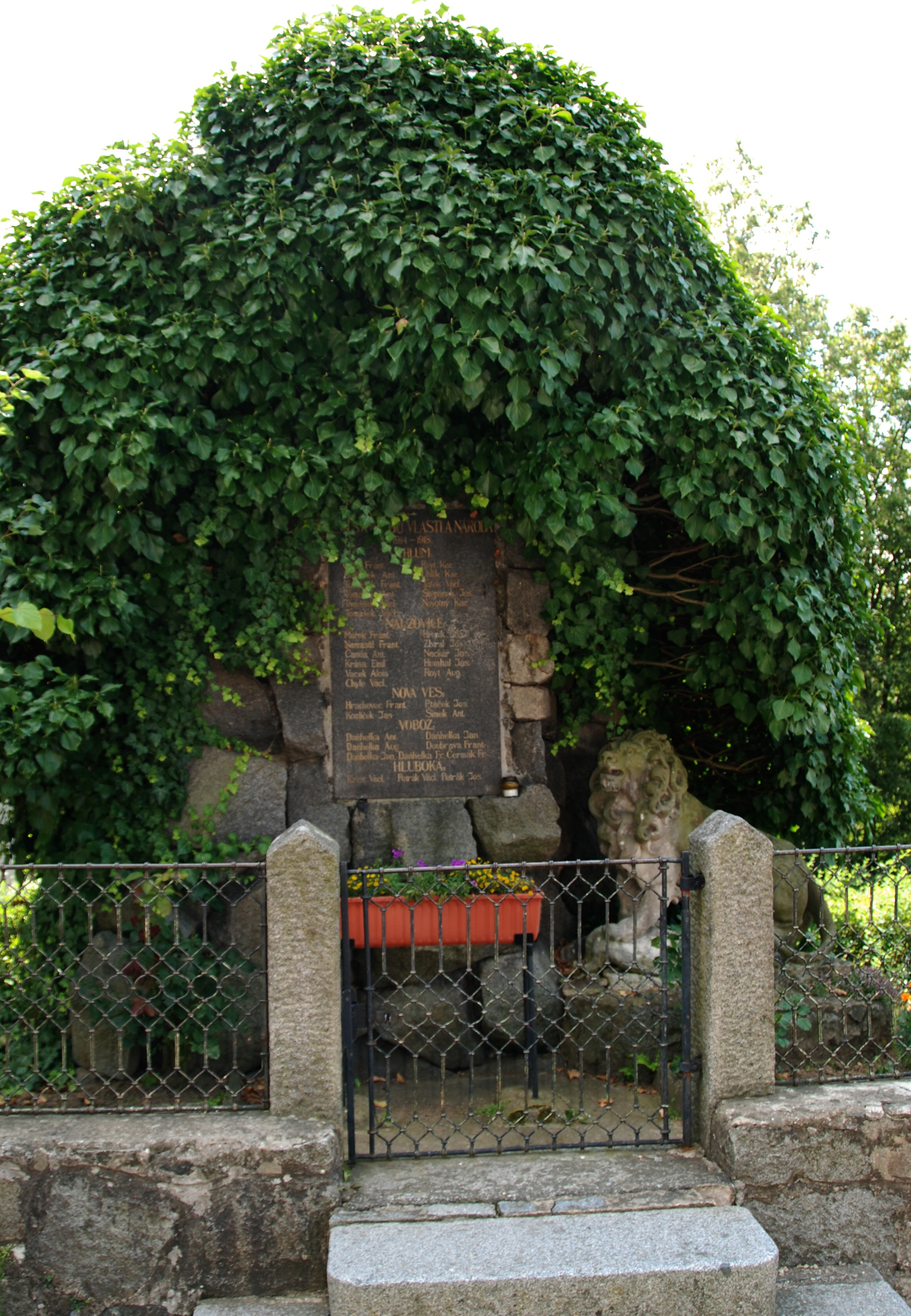
Pomník padlým